# Campionato italiano di hockey su ghiaccio 1988-1989
Il campionato italiano di hockey su ghiaccio 1988-89 è stato organizzato dalla FISG.

## Serie A
La novità più importante, in questo torneo, è il ritorno nella massima serie di una squadra di Milano, il Saima, vincitrice del campionato di Serie B nella stagione precedente.
La formula prevede la disputa di una prima fase, con doppia andata e ritorno, nella quale vengono determinate le posizioni per i raggruppamenti della seconda fase. Le ultime due squadre retrocedono in serie B.

### Formazioni
Risultano iscritte 10 squadre: Varese, Bolzano, Asiago, Milano Saima, Fassa, Alleghe, Brunico, Merano, Fiemme Cavalese e Cortina.

### Regular Season
Cortina retrocede in serie B.

### Master Round
Nella seconda parte, il campionato si sdoppia in due gruppi per determinare gli accoppiamenti per i playoff, ai quali si qualificano solo le prime due di ogni girone. Le formazioni mantengono i punti acquisiti negli scontri diretti della fase precedente.

#### Girone A
Tra parentesi i punti di bonus derivanti dalla prima fase.

#### Girone B
Tra parentesi i punti di bonus derivanti dalla prima fase.

### Play-off

#### Finali 5º/6º e 7º/8º posto
Si disputano anche le gare per determinare le posizioni delle squadre non qualificate ai playoff.

##### Finale 5º/6º posto
|  | Finale 5º/6º posto |                 |                 |   |    |  |
|  |                    |                 |                 |   |    |  |
|  | Milano Saima       | Milano Saima    | Milano Saima    | 8 | 6† |  |
|  | Bruneck-Brunico    | Bruneck-Brunico | Bruneck-Brunico | 3 | 5  |  |

†: partita terminata ai tempi supplementari

##### Finale 7º/8º posto
|  | Finale 7º/8º posto |         |         |   |   |  |
|  |                    |         |         |   |   |  |
|  | Alleghe            | Alleghe | Alleghe | 8 | 8 |  |
|  | Merano             | Merano  | Merano  | 3 | 2 |  |

#### Playoff scudetto
|  | Semifinali | Semifinali    | Semifinali | Semifinali | Semifinali |  |  | Finale | Finale        | Finale | Finale | Finale |  |
|  |            |               |            |            |            |  |  |        |               |        |        |        |  |
|  | 1A         | Varese        | Varese     | 3          | 7          |  |  |        |               |        |        |        |  |
|  | 2B         | Bolzano       | Bolzano    | 2          | 3          |  |  | 1A     | Varese        | 2†     | 6      | 4      |  |
|  | 1B         | Asiago        | 8          | 3          | 2          |  |  | 2A     | Fassa Falcons | 1      | 0      | 2      |  |
|  | 2A         | Fassa Falcons | 7          | 4†         | 8          |  |  |        |               |        |        |        |  |

†: partita terminata ai tempi supplementari
I bosini riescono a liquidare i campioni d'Italia in carica del Bolzano in 2 gare; nell'altra semifinale, il Fassa, contro ogni pronostico, supera l'Asiago in tre gare.

##### Finale 3º/4º posto
|  | Finale 3º/4º posto |         |         |   |   |  |
|  |                    |         |         |   |   |  |
|  | 2B                 | Bolzano | Bolzano | 6 | 7 |  |
|  | 1B                 | Asiago  | Asiago  | 2 | 6 |  |

Il terzo posto è conquistato dal Bolzano che supera l'Asiago in due gare con il punteggio di 6-2 a Bolzano e 7-6 all'Hodegart.
 L'Associazione Sportiva Mastini Varese Hockey vince il suo secondo scudetto.

Formazione Campione d'Italia: Danilo Bertotto - Cesare Carlacci - James Corsi - Anthony Currie - Vito D'Angelo - Robert De Piero - Robert Di Fazio - Flavio Farè - Andrea Gorini - Fabrizio Kasslatter - Matteo Malfatti - Michael Mastrullo - Patrick Micheletti - Frank Nigro - Luca Orrigoni - Davide Quilici - Bradley Shaw - Guido Tessari - Gabriele Villa - Vittorio Zafalon.

Allenatore: Bryan Lefley.

### Classifica finale
| Pos. | Squadra         |
| ---- | --------------- |
| 1    | Varese          |
| 2    | Fassa Falcons   |
| 3    | Bolzano         |
| 4    | Asiago          |
| 5    | Milano Saima    |
| 6    | Bruneck-Brunico |
| 7    | Alleghe         |
| 8    | Merano          |
| 9    | Fiemme          |
| 10   | Cortina         |

### Marcatori
Il miglior marcatore stagionale è Mario Simioni dell'Asiago che realizza 131 punti (73 gol e 58 assist), seguito da Mustafa Besic (Fassa, 127 p.ti, 45 + 83), Santino Pellegrino (Asiago, 126 p.ti, 66 + 60), Mark Morrison (Merano, 114 p.ti, 38 + 76) e Constant Priondolo (Alleghe, 105 p.ti, 49 + 56).

## Serie B

### Poule finale
Tra parentesi i punti in bonus derivanti dalla prima fase.

#### Playoff promozione
|  | Semifinali | Semifinali   | Semifinali   | Semifinali   | Semifinali   | Semifinali | Semifinali |  |  | Finale | Finale  | Finale  | Finale | Finale | Finale | Finale |  |
|  |            |              |              |              |              |            |            |  |  |        |         |         |        |        |        |        |  |
|  | 1          | Gherdëina    | Gherdëina    | Gherdëina    | 5            | 3          | 5          |  |  |        |         |         |        |        |        |        |  |
|  | 4          | Zoldo        | Zoldo        | Zoldo        | 3            | 4          | 4          |  |  | 1      | Gardena | Gardena | 5      | 4      | 7      | 3      |  |
|  | 2          | Como         | Como         | Como         | Como         | 6          | 5          |  |  | 2      | Como    | Como    | 5      | 5      | 4      | 7      |  |
|  | 3          | Ritten-Renon | Ritten-Renon | Ritten-Renon | Ritten-Renon | 1          | 4          |  |  |        |         |         |        |        |        |        |  |

Il Como ritorna in serie A.

##### Finale 3º/4º posto
|  | Finale 3º/4º posto |              |              |   |   |  |
|  |                    |              |              |   |   |  |
|  | 3                  | Ritten-Renon | Ritten-Renon | 3 | 2 |  |
|  | 4                  | Zoldo        | Zoldo        | 4 | 4 |  |

### Poule retrocessione
Tra parentesi i punti in bonus derivanti dalla prima fase.
L'Appiano retrocede in serie B2.